# Pòrfir
El pòrfir és una varietat de roca ígnia composta de cristalls, com feldespat o quars, format a partir de la solidificació del magma.
El nom li ve donat pel seu color púrpura (porphyra) distintiu. L'ús del pòrfir es remunta a les antigues civilitzacions assiriobabilòniques i egípcies. També s'usà a l'antiga Roma, on se li donaven connotacions règies en associar-lo a la púrpura imperial.
El seu ús és extensiu en grans monuments de l'antiguitat com l'Hagia Sophia. Els sepulcres d'emperadors romans com Neró, o posteriors com el de Frederic II del Sacre Imperi, eren de pòrfir.
En ser la pedra més dura que hi ha, a Catalunya va ser usat a la tomba de Pere el Gran, ubicada a Santes Creus, i a la Sagrada Família ha estat usat en l'altar i en les quatre columnes corresponents al transsepte i a l'absis que suporten el cimbori, la qual cosa dona més resistència a aquestes columnes. Dos dels principals països productors de pòrfir són Iran i Sudan.